# The Butterfly (film 1914 Vitagraph)
The Butterfly  è un cortometraggio muto del 1914. Il nome del regista non viene riportato nei credit del film che, prodotto dalla Vitagraph, aveva come protagonista Helen Gardner.

## Produzione
Il film fu prodotto dalla Vitagraph Company of America.

## Distribuzione
Distribuito dalla General Film Company, il film - un cortometraggio in due bobine - uscì nelle sale cinematografiche statunitensi il 27 ottobre 1914.